# 5666 Rabelais
5666 Rabelais (1982 TP1) là một tiểu hành tinh vành đai chính được phát hiện ngày 14 tháng 10 năm 1982 bởi L. G. Karachkina ở Nauchnyj. Nó được đặt theo tên the French satirist François Rabelais.